# Gregor II. Fuchs

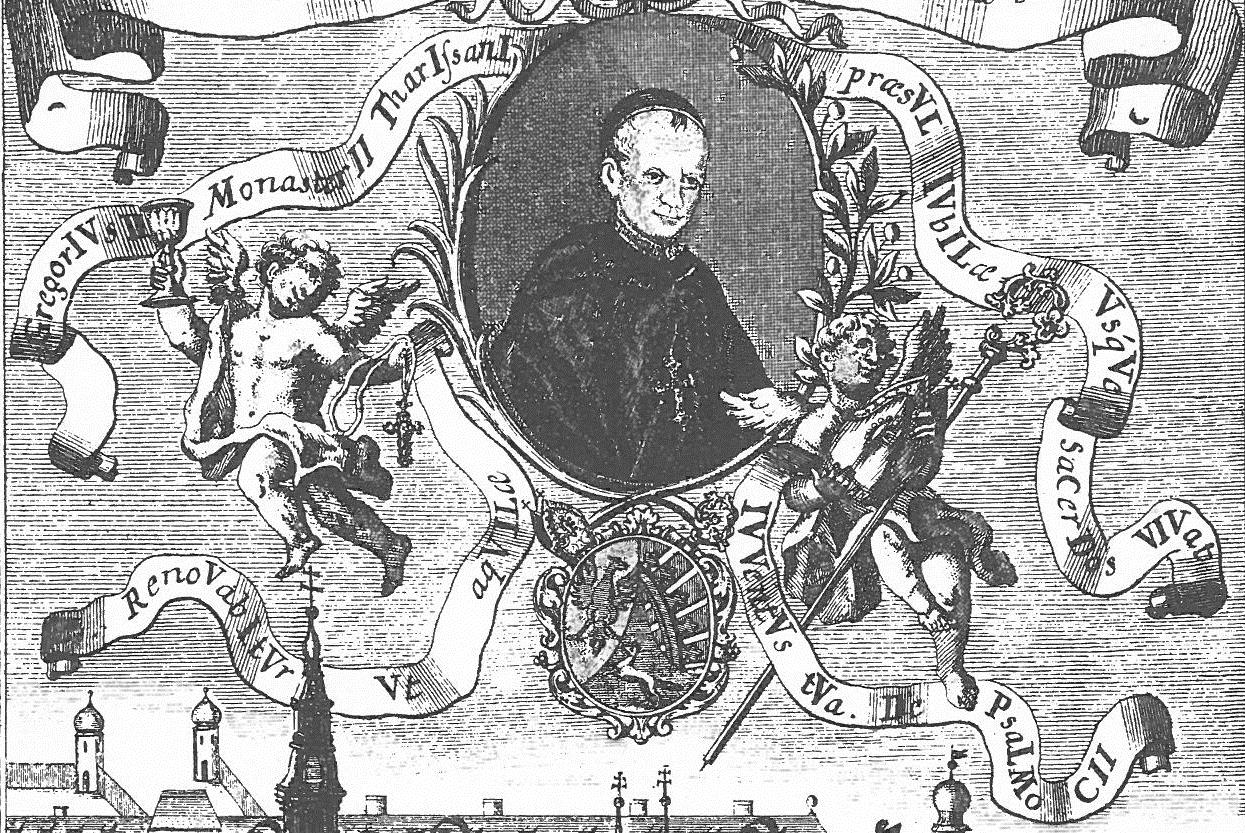
Porträt des Gregor Fuchs auf einem Kupferstich

Gregor II. Fuchs (* 22. September 1667 in Stadtlauringen; † 19. Januar 1755 in Obertheres, heute Theres) war von 1715 bis 1755 Abt des Benediktinerklosters in Obertheres.

## Leben

### Frühe Jahre
Gregor Fuchs wurde am 22. September 1667 in Stadtlauringen im Umland der Freien Reichsstadt Schweinfurt geboren. Er war der Sohn des Johann Fuchs, der aus Neustadt an der Saale stammte. Seine Mutter, Margarethe Fuchs, stammte aus Bamberg und war eine geborene Fröhlich. Die Eltern hatten in Stadtlauringen ein Anwesen gekauft, in dem der spätere Abt seine Jugend verlebte. Die schulische Ausbildung des Gregor Fuchs wird in den Quellen jedoch nicht erwähnt.
Am 23. Dezember 1691 kam Gregor Fuchs als junger Student zum Benediktinerkloster Theres. Hier trat er ins Kloster ein und legte am 1. Januar 1693 sein ewiges Gelübde ab. Am 16. September 1705 feierte Gregor Fuchs in der Thereser Abteikirche seine Primiz. Nun verließ er die Abtei zunächst und führte seine Studien an der Universität Würzburg zu Ende. Anschließend begann er eine Ämterlaufbahn innerhalb des Klosters und erwarb so den Respekt seiner Mitbrüder. Im Jahr 1711 war Fuchs Prior und verfasste eine Klostergeschichte.

### Als Abt
Nach dem Tod des Abtes Kilian Frank am 12. Mai 1715 wählten die Mönche Gregor Fuchs zum Abt Gregor II. Bereits 1716 begann der neue Abt mit dem Abreißen der romanischen Klosterkirche, um die Klostergebäude im Stile des Barock zu erneuern. Hierzu engagierte er den Würzburger Hofbaumeister Joseph Greissing. Am 7. Juli 1716 erfolgte die Grundsteinlegung zur neuen Abteikirche. Ebenso begann man die restlichen Klostergebäude zu erneuern. Bis 1748 waren die Bauarbeiten vollendet.
Während der Bauarbeiten erfolgte 1725 ein fürstbischöflicher Erlass, der dem Kloster Theres das Schlagen von Steinen erschwerte. Bischof Christoph Franz von Hutten befürchtete, dass die Bauarbeiten an seiner Residenz in Würzburg nicht schnell genug voranschreiten konnten, da das Kloster Theres alle Steine des Steinbruchs am Zabelstein in Beschlag genommen hatte. Nach mehreren Reisen zu verschiedenen Dienststellen konnten die Bauarbeiten weitergehen.
Bereits 1718 hatte die Abtei ein neues Klosterwappen erhalten. Das Symbol des Klosterpatrons, der Kessel des heiligen Vitus, verschwand und wurde durch den Adler des vermeintlichen Klostergründers, Adalbert von Babenberg, ersetzt. Neben dem Kloster selbst, ließ Gregor Fuchs auch in den Besitzungen der Abtei bauen. 1722 entstand die Marienkapelle in Obertheres neu. In Untertheres legte Abt Gregor am 31. März 1728 den Grundstein zur neuen Pfarrkirche. 
An den Wegen zwischen den Klosterbesitzungen baute man mehrere große Steinkreuze und Bildstöcke, die vom Volksglauben der Zeit zeugen. Abt Gregor hielt im Jahr 1743 bei den Einweihungsfeierlichkeiten der Balthasar-Neumann-Basilika in Münsterschwarzach ein Pontifikalamt. Um 1750 erfolgte der Bau des Amtshofs in Obertheres. Abt Gregor II. Fuchs starb am 19. Januar 1755 nach einer vierzigjährigen Regierungszeit im Alter von 88 Jahren.

## Wappen

Das Wappen der Gemeinde Theres

Durch die rege Bautätigkeit des Abtes Gregor II. Fuchs findet sich auch das persönliche Wappen häufig im ehemaligen Herrschaftsbereich des Klosters. Beschreibung: In gelb ein roter, rechtsgewandter Fuchs auf grünem Grund. Als Variante ist auf einem Kupferstich der Fuchs linksgewandt. Neben mehreren Gebäuden der ehemaligen Abtei, hat sich das Wappen auch als Teil des Gemeindewappens der Großgemeinde Theres überliefert, hier fehlt der grüne Grund.